# ذروة الماء

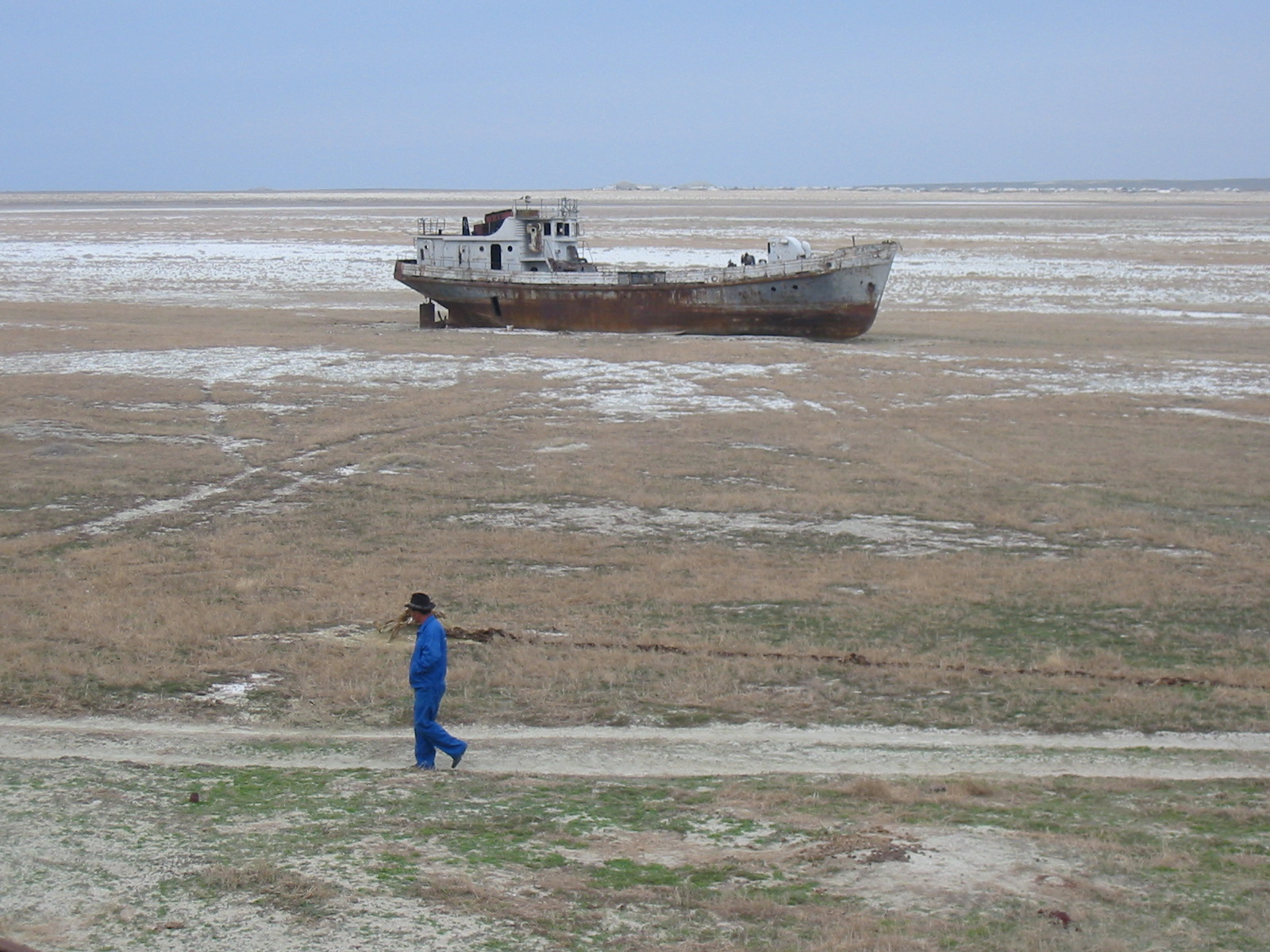
صورة توضح جفاف بحر أرال في اسيا الوسطى في كزاخستان.

ذروة الماء مصطلح يطلق عندما تكون زيادة الطلب على المياه أكثر من معدل العرض أو أكثر من الموجود المائي, كوكب الأرض معروف بأحتوائه على كمية كبيرة من المياه، ولكن هذه الكمية أصبحت تعاني نقص شديدا، وتتعرض مناطق كثيرة لشح في المياه الجوفية وجفاف المسطحات المائية، من بحيرات وأنهار ومستنقعات. وحتى بحار مثل ما حدث ببحر أرال في أسيا الوسطى. هناك قلق كبير لدى الكثير من دول العالم من حالة ذروة المياه وخاصة إذا استمر النقص في الماء مثل ما يحدث حاليا، فهناك دراسة تقول أن حوالي 1,800مليار وثمانمائة نسمة سوف يعيشون مع ندرة مطلقة من المياه بحلول عام 2025، وثلثي سكان العالم يمكن أن يتعرضوا لشح في المياه.

## مقارنة مع ذروة النفط
بات منحنى هوبرت مشهورًا في الأوساط العلمية، من أجل التنبؤ باستنفاد الموارد الطبيعية المختلفة. أنشأ إم. كينغ هوبرت جهاز القياس هذا في عام 1956، لمجموعة متنوعة من الموارد المحدودة مثل الفحم، والنفط، والغاز الطبيعي، واليورانيوم.
لم يُطبّق منحنى هوبرت أصلا على موارد كالمياه، لأن الماء هو مورد متجدد. تتميز بعض أشكال المياه مع ذلك، مثل المياه الأحفورية، بخصائص مماثلة للنفط، ويمكن أن يؤدي الإفراط في ضخ المياه (أسرع من معدل التغذية الطبيعية للمياه الجوفية) إلى ذروة من نوع هوبرت. يطبّق منحنى هوبرت المعدّل، على أي مورد يمكن كسبه أسرع مما يمكن استبداله. ذروة المياه- مثل ذروة النفط-  أمر لا مفر منه نظرا إلى معدل الاستخراج لبعض أنظمة المياه. مفاد الحجة الحالية، أن الزيادة في عدد السكان والطلب على المياه، سيؤدي حتما إلى استخدام غير قابل للتجديد لموارد المياه.

## إمدادات المياه
تعتبر المياه العذبة مورد متجدد، لكن ما يزال الطلب العالمي على المياه العذبة النظيفة من أجل الأنشطة البشرية في ازدياد. هناك ما يقدر بنحو 1.34 بليون كيلومتر مكعب من المياه في العالم، ولكن 96.5% منه مياه مالحة. يمكن العثور على ما يقرب من 70% من المياه العذبة في أغطية الجليد في القارة القطبية الجنوبية، وغرينلاند. أقل من 1% من هذه المياه على الأرض في متناول البشر، ويوجد الباقي في رطوبة التربة، أو في عمق الأرض. توجد المياه العذبة سهلة المنال، في البحيرات، والأنهار، والخزانات، ومصادر المياه الجوفية القريبة من السطح. لا تساهم مياه الأمطار والثلوج المتساقطة كثيرا، في تغذية العديد من المصادر الجوفية.
تتناقص كمية إمدادات المياه العذبة المتاحة في بعض المناطق بسبب (1) التغير المناخي، الذي تسبب في انحسار الأنهار الجليدية، وانخفاض في جداول المياه وتدفق الأنهار، وتضاؤل البحيرات، (2) وتلوث المياه بالنفايات البشرية والصناعية، (3) والإفراط في استخدام خزانات المياه الجوفية غير المتجددة. ضُخّت كميات كبيرة من خزانات المياه الجوفية، ولم تستعيد حجمها بسرعة. على الرغم من عدم استخدام إجمالي إمدادات المياه العذبة، فقد أصبح الكثير ملوثًا، أو مالحًا، أو غير ملائم، أو غير متوفر للشرب، والصناعة، والزراعة.

## العواقب
يقول الخبراء أن التنافس والنزاعات بين بعض الدول في السنوات المقبلة سوف تكون من أجل المياه. مثلما حدث ويحدث حاليا من نزاعات على مخزونات النفط، والفحم والغاز الطبيعي واليورانيوم.وسوف تكون هذه النزاعات أعنف وأكبر لشدة حاجة الأنسان للماء أكثر من حاجاته للنفط وغيره.
وتعتبر الكثافة السكانية والنمو الاقتصادي في اسيا وباقي العالم النامي عاملين رئيسين في توجيه ندرة الماء العذب. يتوقع ان يزيد عدد سكان الأرض من 6 مليارات إلى 9 مليارات بحلول العام 2050 كما تقول الامم المتحدة. واطعامهم سيعني المزيد من ري المحاصيل.
ويوجه اهتمام متزايد أيضا نحو تجارة (الماء الفعلي) العالمية. ويظهر هذا النوع في الغذاء أو منتجات أخرى تتطلب الماء في إنتاجها والتي تصدر بعد ذلك إلى دولة أخرى. تستهلك اميركا ماء فعليا أكثر من خلال السلع المستوردة التي تتطلب مقادير كبيرة من الماء لإنتاجها. وفي الوقت نفسه، تصدر اميركا الماء الفعلي عبر السلع التي تبيعها في الخارج.وبينما تؤدي الندرة إلى ارتفاع تكاليف الماء العذب، فان الاستخدام الأكثر كفاءة للماء سيلعب دورا هائلا كما يقول الخبراء، ويتضمن ذلك:
يعد الري بالتنقيط عالي الكفاءة أكثر ترشيدا بكثير من الري السيحي.تسبب انابيب الماء المتقادمة والمسربة هدر مليارات الغالونات يوميا. وقد تصل تكاليف إصلاحها إلى 500 مليار دولار في الأعوام الثلاثين المقبل.
في العالم النامي ـ لا سيما الصين والهند واجزاء أخرى من آسيا ـ يعني النجاح الاقتصادي المرتفع ارتفاعا في الطلب على الماء النظيف واحتمالا متزايدا لحدوث النزاع، والصين هي واحدة من اسرع دول العالم نموا، لكن بحيراتها وانهارها ومياهها الجوفية تتعرض لتلوث شديد بسبب الطمر الواسع الانتشار للنفايات الصناعية. وتمتلك التبت احتياطيا هائلا من الماء العذب. وذكرت صحيفة التايمز اللندنية في عام 2006 ان الصين تعد خططا لحوالي 200 ميل من القنوات التي ستحول الماء من هضبة الهملايا إلى النهر الأصفر الجاف في الصين.

### مجاعة
يتسبب نقص المياه بالمجاعة في باكستان. يوجد في باكستان حوالي 35 مليون فدان (140,000 كم مربع) من الأراضي الصالحة للزراعة المروية عن طريق القنوات والآبار الأنبوبية، ويستخدم معظمها المياه من نهر السند. شُيّدت السدود في تشاشما، ومانغلا، وتاربيلا، لتغذية نظام الري. لم تُضاف أي سعة جديدة منذ الانتهاء من سد تاربيلا في عام 1976، على الرغم من النمو الخارق في عدد السكان. انخفضت السعة الإجمالية للسدود الثلاثة بسبب الترسيب، وهي عملية مستمرة. بلغ نصيب الفرد من المياه السطحية المتاحة للري 5,260 متر مكعب سنويًا في عام 1951. خُفّض إلى 1100 متر مكعب سنويًا فقط في عام 2006.

### مشاكل صحية
تعتبر جودة مياه الشرب أمرا حيويا لصحة الإنسان. تقيّد ذروة المياه من وصول الأشخاص للمياه الصالحة للشرب من أجل أغراض النظافة الشخصية الأساسية. «تعتبر الأمراض المعدية التي تنقلها المياه مثل الإسهال، والتيفوئيد، والكوليرا، مسؤولة عن 80% من الأمراض والوفيات في العالم النامي، وكثير منهم من الأطفال. يموت طفل كل ثماني ثوان بسبب الأمراض المنقولة بالماء، أي حوالي 15 مليون طفل سنويًا».
تتلوث طبقات المياه الجوفية الحيوية في كل مكان بالسموم، ومن الممكن ألّا تعود طبقات المياه الجوفية لطبيعتها أبدا، بمجرد تلوثها. من المرجح أن تتسبب الملوثات في آثار صحية مزمنة. يمكن أن تتلوث المياه بالعوامل الممرضة مثل البكتيريا، والفيروسات، والطفيليات. يمكن أن تكون المواد الكيميائية العضوية السامة مصدرا لتلوث المياه أيضا. تشمل الملوثات غير العضوية المعادن السامة مثل الزرنيخ، والباريوم، والكروم، والرصاص، والزئبق، والفضة. تعتبر النترات مصدرًا آخرًا للتلوث غير العضوي. يؤدي ارتشاح العناصر المشعة إلى مصدر المياه، إلى تلوثها.

### النزاعات البشرية على المياه
قد تصبح بعض النزاعات في المستقبل حول توافر المياه وجودتها والتحكم بها. استُخدمت المياه كأداة في النزاعات، أو كهدف أثناء نزاعات نشبت لأسباب أخرى. قد ينتج نزاع المياه عن نقص المياه لكونه مورد ثمين.
ينتج عن التغيرات الكبرى في الأنهار، خطر كبير لنشوب نزاع عنيف في السنوات المقبلة، في غرب إفريقيا وأماكن أخرى مثل نيبال وبنغلاديش والهند (مثل دلتا الغانج) وبيرو. يمكن لإدارة المياه والتحكم فيها أن يلعب دوراً في حروب الموارد المستقبلية على الموارد الشحيحة.

## نسبة شح المياه العذبة في بعض الدول
|                            | إجمالي إمدادات المياه العذبة |
| البلد                      | (كم^3/yr)                    |
| -------------------------- | ---------------------------- |
| البرازيل                   | 8233                         |
| روسيا                      | 4498                         |
| كندا                       | 3300                         |
| كولومبيا                   | 3132                         |
| الولايات المتحدة الأمريكية | 3069                         |
| إندونيسيا                  | 2838                         |
| الصين                      | 2830                         |
| البيرو                     | 1913                         |
| الهند                      | 1908                         |
| الكونغو                    | 1283                         |
| فنزويلا                    | 1233                         |
| بنغلادش                    | 1211                         |
| بورما                      | 1046                         |
| تشيلي                      | 922                          |
| فيتنام                     | 891                          |

## اقرأ أيضاً
- ماء افتراضي
- ترشيد استهلاك المياه
- مياه الشرب المحسنة

## وصلات خارجية
- ذروة النفط والماء
- جريدة الصباح - أزمة المياه العالمية.. بين التبادل بالنفط أو الحرب
- مشكلة العصر موقع باللغة الإنجليزية